# Jüdischer Friedhof (Osterfeld)
Der Jüdische Friedhof Osterfeld liegt in der kreisfreien Stadt Oberhausen in Nordrhein-Westfalen. Auf dem jüdischen Friedhof im Oberhausener Stadtteil Osterfeld sind keine Grabsteine mehr vorhanden.

## Geschichte
Der Friedhof wurde vermutlich seit Mitte des 19. bis Anfang des 20. Jahrhunderts belegt. Er lag ehemals in der Harkortstraße / Ecke Schwarzwaldstraße, heute befindet sich dort eine Grünanlage.